# Atractocarpus tenuiflorus
Atractocarpus tenuiflorus är en måreväxtart som först beskrevs av Albert Charles Smith, och fick sitt nu gällande namn av Christopher Francis Puttock. Atractocarpus tenuiflorus ingår i släktet Atractocarpus och familjen måreväxter. Inga underarter finns listade i Catalogue of Life.